# Stádlecký most
Stádlecký most přes Lužnici stojí od roku 1975 pod městysem Stádlec a je posledním dochovaným empírovým řetězovým mostem v Česku. Původně, v letech 1848–1960, překlenoval Vltavu u Podolska.  V letech 1960–1975 byl rozebrán a přemístěn na dnešní místo na Lužnici.  

## Přemostění Vltavy v Podolsku
Most postavil Vojtěch Lanna v letech 1847–1848 podle projektu inženýra Gassnera a B. Schnircha přes Vltavu v Podolsku. Most sloužil dlouhá léta, až do roku 1960. Základní nosnou konstrukci mostu tvořily 4 řetězy uspořádané do dvou dvojic. Ty byly uloženy na dvou kamenných pylonech, branách vysokých 13 metrů. 
Od konce třicátých let stál ale již most nový, železobetonový, přímo nad stávajícím mostem. Po napuštění přehrady Orlík by byl most potopen a proto se rozhodlo o jeho pečlivém rozebrání, dokumentaci. Most byl v roce 1961 uložen  do kryté boudy u Podolska. Ze zahraničí přišla v šedesátých letech nabídka na odkoupení mostu, byla však zamítnuta a bylo rozhodnuto o pozdějším přestěhování a znovusestavení.

## Přemostění Lužnice ve Stádleci
Už v roce 1964 se objevila informace o obci Stádlec, která měla být lokalitou pro umístění podolského mostu. Později se vysvětlovaly průtahy s postavením mostu uvážlivým výběrem z mnoha lokalit. Až v roce 1970 bylo rozhodnuto o umístění řetězového mostu. Z několika možných lokalit bylo vybráno malebné místo na Lužnici, na silnici mezi obcemi Stádlec a Dobřejice. Na tomto místě je v provozu již od slavnostního otevření 25. května 1975.
Pod mostovkou je instalována pojízdná lávka pro drobné opravy.
V roce 2020 byly vyměněny dubové podélníky a mostiny, které byly napadeny dřevomorkou. Na opravu bylo spotřebováno dřevo z 700 dubů.
Vjezd je povolen jen vozidlům do hmotnosti 1,5 tuny, sloupky u vjezdů na most omezují též šířku vozidel na 2m.

## Historický význam
V roce 1958 byl jako Podolský most prohlášen kulturní památkou. V roce 1977 byl zapsán jako kulturní památka v nové poloze. Nařízením vlády č. 55/1989 Sb. byl prohlášen za národní kulturní památku.
14. května 2008 vydala Česká národní banka v nákladu 10 090 kusů pamětní zlatou minci o nominální hodnotě 2500 Kč „Národní kulturní památka řetězový most ve Stádlci“ z cyklu „Kulturní památky technického dědictví“, jejímž autorem je Luboš Charvát.

## Dopravní význam
Poblíž samoty a jezu U Marků propojuje území městyse Stádlec, které leží na pravém, severozápadním břehu a patří k němu i koryto řeky a většina délky mostu, s katastrálním územím Dobřejice, ležícím na levém, jihovýchodním břehu a patřícím k městysi Malšice. Tvoří část silnice III/13711, která propojuje silnice I/29 a II/122 u Opařan přes Stádlec na pravém břehu s Dobřejicemi a se silnicí II/137 u Čenkova na levém břehu Lužnice. Proti proudu řeky je nejbližším přemostěním lávka u Harrachovky, vzdálená asi 12 říčních kilometrů, a nejbližším silničním mostem Švehlův most v Táboře, vzdálený asi 15 říčních km, po směru toku je nejbližší most v Dobronicích u Bechyně, asi 4 km daleko.

## Okolí
U Stádleckého mostu je křižovatka turistických tras. Proti proudu vede cesta po červeně značené trase na Lužničanku (3,5 km), oblíbenou turistickou chatu, dále pak na hrad Příběnice (6 km) nebo až do Tábora. Po proudu pak po červené nebo po modré*, vhodné též pro jízdní kola, na hrad Dobronice, dále pak po červené do Bechyně. Po žluté značce lze jít na pravý břeh do Stádlce nebo na levý břeh do Dobřejic a Malšic.
*Modrá značka již byla zrušena, část cesty po levém břehu je u chatek u Dobřejického potoka považována za soukromý pozemek a v Mapách.cz je cesta přerušena. Toto je zřejmě příčina likvidace modré značky. Jak je zde uplatňován zákon? Podle § 51 zákona č. 254/2001 Sb vlastníci pozemků sousedících s koryty vodních toků musí strpět, po předchozím projednání s nimi, po nich průchod osob.

## Galerie

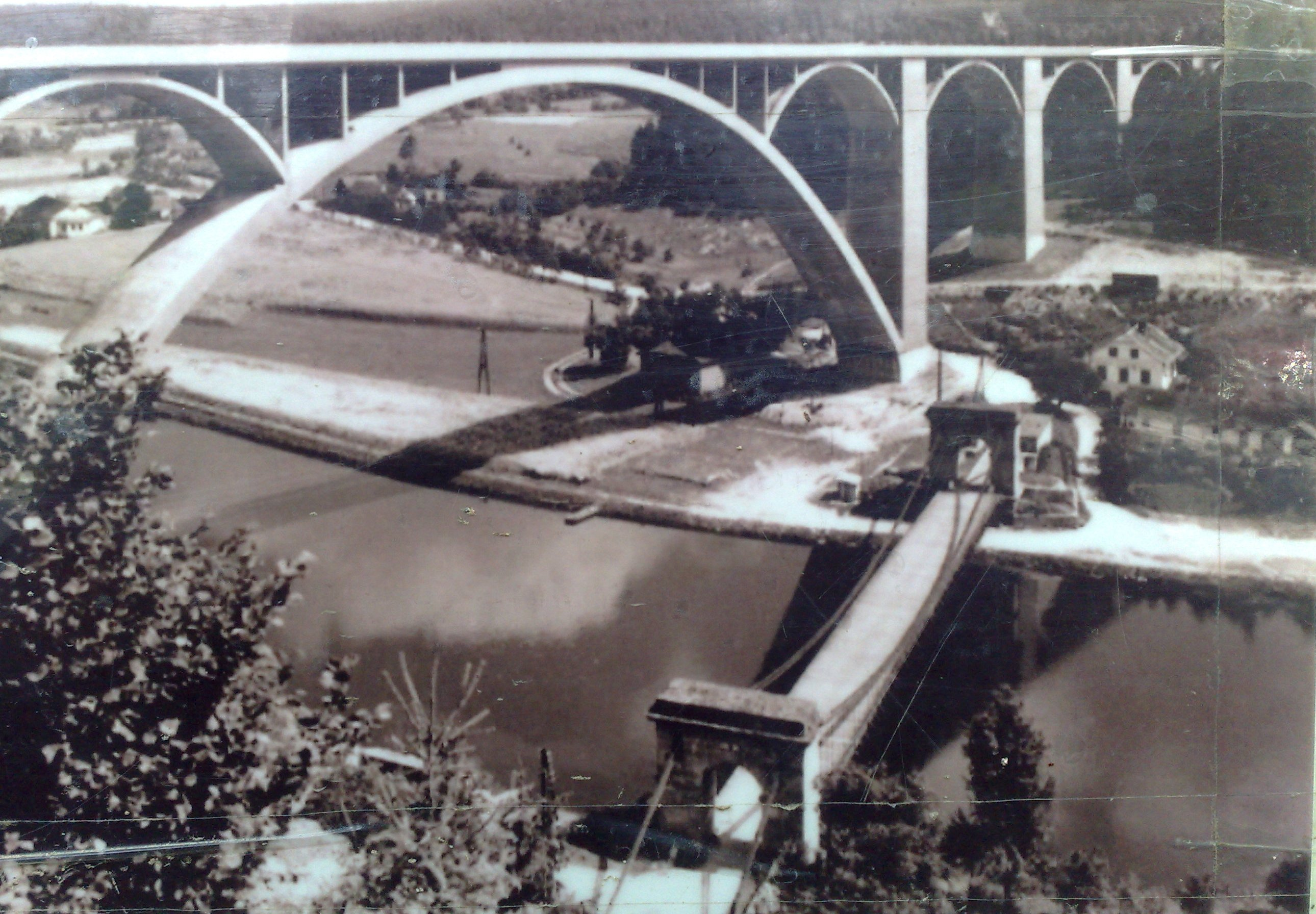
Podolský most se starým řetězovým mostem.
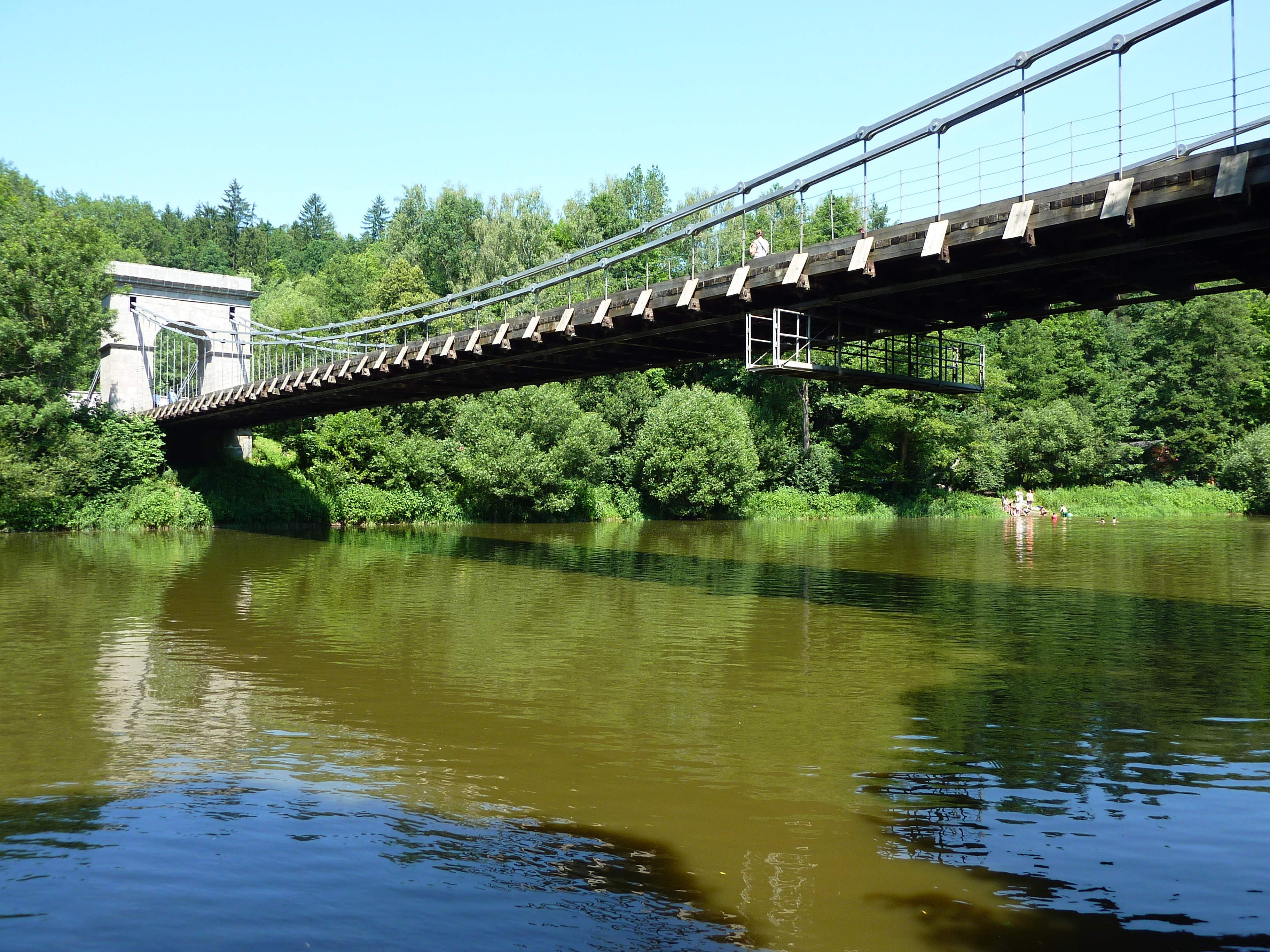
Stádlecký most na Lužnici
Detail na ochranu mostních trámů
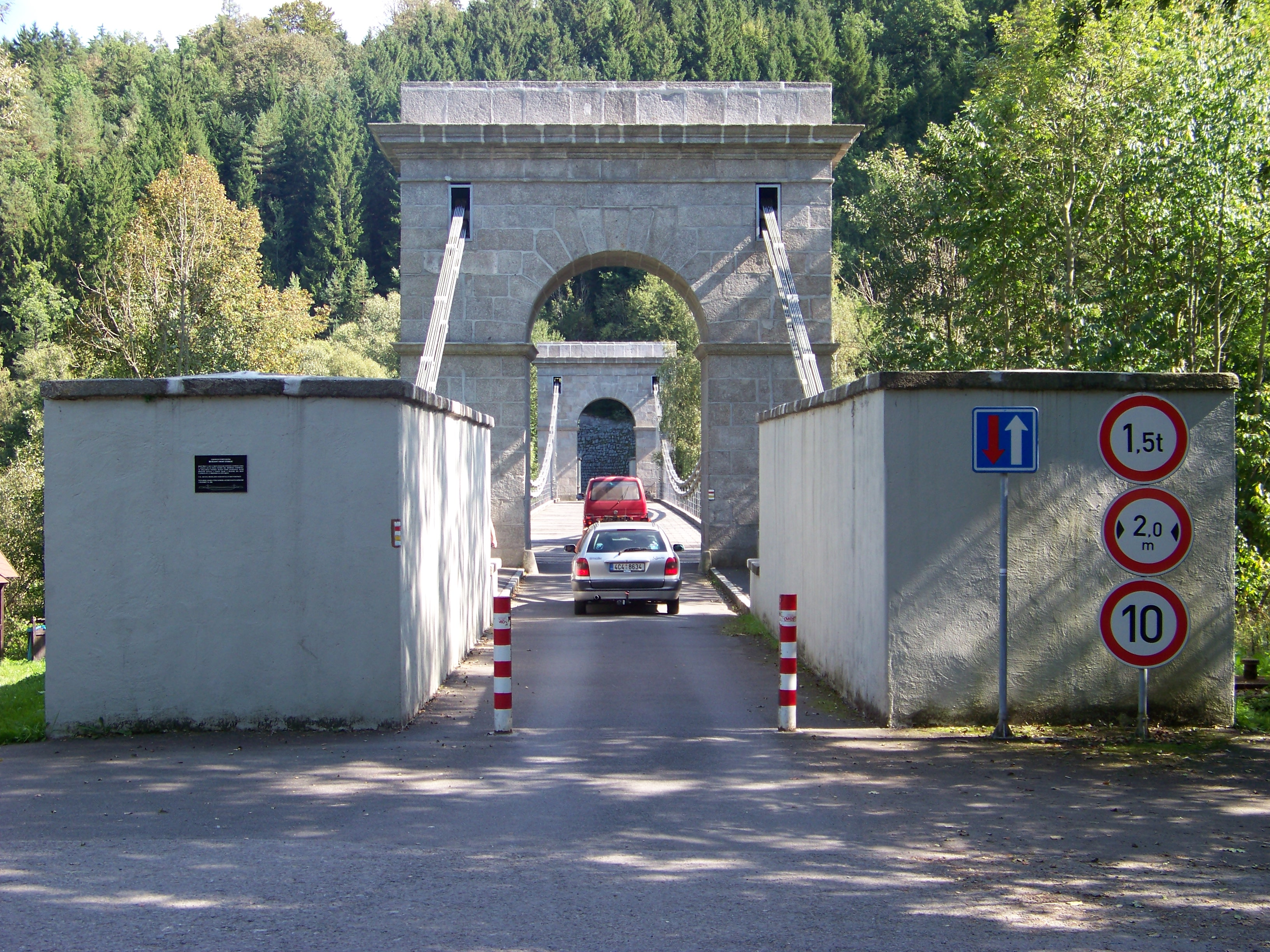
Vjezd na most od obce Stádlec